# Élections sénatoriales haïtiennes de 2016-2017
Les élections sénatoriales haïtiennes de 2016-2017 se déroulent le 20 novembre 2016 et le 29 janvier 2017.

## Contexte
Après la fin du mandat de Michel Martelly, le 7 février 2016, Jocelerme Privert est élu président provisoire de la République d'Haïti par le Sénat de la République et la Chambre des députés réunis en Assemblée nationale le 14 février suivant. Son mandat est limité à cent vingt jours, selon les termes d’un accord signé quelques heures avant la fin du mandat du président Martelly. Il démissionne dans la foulée de son siège de sénateur et de président du Sénat.
Le 25 février, il nomme Fritz Jean. Le 22 mars, après le rejet par le Parlement du gouvernement de Jean, il nomme Enex Jean-Charles pour lui succéder.
En avril, le second tour du scrutin présidentiel est reporté à une date inconnue, puis, le 6 juin, la présidentielle est officiellement annulée par le président du Conseil électoral provisoire, provoquant un nouveau scrutin.
Le 14 juin, le Parlement constate la fin du mandat présidentiel de 120 jours. Trois jours plus tard, lors d'un entretien à l'AFP, il annonce qu'il resterait en poste jusqu'à ce que le Parlement prenne une décision. Néanmoins, l'Entente démocratique, coalition d'opposition dirigée par l'ancien Premier ministre Evans Paul, appelle à son départ.
Un siège de sénateur supplémentaire et deux sièges autre de député sont rejoués (au niveau du second tour) après l'annulation des résultats dans ces circonscriptions.

## Résultat
Le PHTK (libéral, centre droit), parti du président Jovenel Moïse, obtient une majorité relative des sièges.
Résultats des élections sénatoriales,
| Partis                               | Sièges |
| ------------------------------------ | ------ |
| Parti haïtien Tèt Kale               | 5      |
| Kona                                 | 1      |
| Bouclier                             | 1      |
| Haïti en Action                      | 1      |
| Rassemblement des patriotes haïtiens | 1      |
| Consortium                           | 1      |
| Total                                | 10     |